# كولن لي
كولن لي (بالإنجليزية: Colin Lee)‏ (12 يونيو 1956 في المملكة المتحدة - ) هو مدرب كرة قدم ولاعب كرة قدم بريطاني في مركز الوسط. لعب مع تشيلسي وتوتنهام هوتسبير ونادي بريستول سيتي ونادي برينتفورد ونادي توركي يونايتد ونادي هيرفورد.

## وصلات خارجية
- كولن لي على موقع قاعدة بيانات كرة القدم.إي يو (الإنجليزية)
- كولن لي على موقع Soccerbase.com (مدرب) (الإنجليزية)
- كولن لي على موقع عالم كرة القدم.نت (الإنجليزية)